# سفتوغورسك
سفتوغورسك (بالروسية: Светогорск) هي إحدى مدن روسيا في الكيان الفدرالي الروسي لينينغراد أوبلاست.